# Jasim Al-Shaikh
Jasim Al-Shaikh (en árabe: جاسم الشيخ‎; Manama, Baréin, 1 de febrero de 1996) es un futbolista de Baréin que juega en la posición de centrocampista. Desde el 2017 juega con el Al-Ahli Manama de la Liga Premier de Baréin.

## Carrera

### Club
| Periodo | Club           |
| ------- | -------------- |
| 2017-   | Al-Ahli Manama |

### Selección nacional
Al-Shaikh debutó con Baréin en 2018 y un año después fue convocado para jugar en la Copa Asiática 2019 en los Emiratos Árabes Unidos.
Su primer gol con la selección nacional lo anotó el 9 de octubre de 2019 en la derrota por 2-3 ante Azerbaiyán en un partido amistoso en Riffa.